# Mészáros László (szobrász)
Mészáros László (Budapest, Ferencváros, 1905. szeptember 18. – Szovjetunió, 1945. szeptember 5.) szobrászművész, a sztálini önkény áldozata. Mészáros Márta filmrendező apja.

## Életpályája
Nagyszülei földművesek voltak, apja vasöntő munkás. Gyermekkorát szegénységben élte le. Hat testvére volt. Korán meglátszott művészeti tehetsége, már kis gyerekként rajzolt, formázott. A polgári iskola elvégzése után kereskedelmi iskolába iratkozott be, de egyik tanára javaslatára abbahagyta, és ötvöstanulónak ment. 1924-ben szabadult fel ötvösként. Még abban az évben beiratkozott az Iparművészeti Iskolába. Osztálytársai voltak Amerigo Tot, Grantner Jenő, Huszár Imre, Ispánki József, Szomor László, Vilt Tibor. Ekkori tevékenységét nagy tudásvágy, szorgalom és akarat jellemezte. Vilt Tiborral műtermet építettek. 1927-ben abbahagyta az iskolát. Lelkesen dolgozott, megmintázta testvéreit, a szomszéd pékség legényeit. Rövid idő alatt ismert szobrásszá vált. Lyka Károly is méltatta őstehetségét. Barátságot kötött Derkovits Gyula és Medgyessy Ferenc művészekkel. 1930-ban 3000 pengő értékű Ferenc József-díjat nyert (Szőnyi Istvánnal közösen), s ugyanezen év novemberében feleségül vette Kovács Vilmát. Ezután sikeres külföldi kiállítások (Graz, Berlin) következtek.
1932-ben hároméves ösztöndíjat nyert a Római Magyar Intézetbe, ahova később felesége is követte. 1934-ben tértek haza, de nem tudnak beilleszkedni az itthoni életbe. Ekkor Mészáros László úgy érezte, hogy baloldalisága miatt maradnak el a megrendelések. 1935-ben Bécsen keresztül a Szovjetunióba utaztak, ahol néhány évet szerettek volna tölteni. Ott nagy lelkesedéssel vetette bele magát a munkába, 1936-ban Kirgíziába költöztek, ahol a céljuk egy Képzőművészeti Akadémia létrehozása volt, amelyben a szobrásztanszéket ő maga irányította volna. Frunzéba hívta Moszkvából Arapov szobrászt. Nemcsak portrékat készített, hanem vasúti pályaudvarokat és parkot is tervezett, majd besegített a kirgiz kormánypalota tervezésébe is. Felismerte, hogy a kirgiz dungánminták nagyon hasonlítanak a kalotaszegi formákhoz. Márvány után kutatott, amikor 1938. március 19-én teljesen váratlanul letartóztatták, és koholt vádak alapján elítélték. Szobrai nagy részét összetörték. Későbbi sorsáról kevés hír van, egyesek szerint még ugyanabban az évben kivégezték, más adatok szerint 1945-ben halt meg. Ugyancsak a Szovjetunióban halt meg felesége is, lányuk 1946-ban került vissza Budapestre.
Kortársai rendkívül tehetségesnek tartották, aki már fiatalon külföldön is elismert szobrász volt.

### Művei
- Fiatal munkás
- Tékozló fiú, 1930
- Mongol tavasz
- Ülő munkás
- Önarckép
- Korsós nő
- Kisleányfej és más, megrendelésekre készült portrék
- Séta a természetben
- Beethoven
- Mikes Lajos síremléke
- Nagy Endre portréja
- Hatvany Ferenc portréja
- Férfiportré
- Nőiportré
- Ybl Ervin portréja
- Klimkó-portré
- Gondolkodó öregasszony
- Mária-szobor (kétméteres)
- Madzsar József portréja
- Ismeretlen ló

## Emlékezete
1976-ban alakult a Mészáros László Képzőművészeti Egyesület, amely 2016-tól Baráti Körként működik.
2005-ben Mészáros László születésének 100. évfordulójára az egyesület szobrot állított a névadó művésznek a Klauzál Gábor Budafok-Tétény Művelődési Házban. Az alkotás Hajas József műve.
Lánya, Mészáros Márta, több filmben is megemlékezik szüleiről, a szovjetunióbeli életükről. Ilyen például a Kisvilma – Az utolsó napló című film is.